# Yahi Indijanci
Yahi su bili najjužnije pleme Yanan Indijanaca nastanjeno u 19. stoljeću na Mill i Deer Creeku u Kaliforniji. Njihova sela s Mill Creeka bila su Bushkuina, Tolochuaweyu, i Tuliyani, i na Deer Creeku Bopmayhuwi, Gahma, K'andjauha, Puhiya, i Yisch'inna.  Pleme je 1871. stradalo u masakru (doslovno je počinjen genocid nad njima), nakon čega su se njihovi ostaci izgubili u nepristupačnim terenima oko Deer Creeka i Mount Lassena.
Njihov posljednji pripadnik, Ishi, pronađen je u kolovozu 1911. u podnožjima planina Lassen, kuda je lutao s posljednjim pripadnicima Yahi plemena zadnjih 40 godina. Plemena Kalifornije, uključujući i Yahije uglavnom su stradala u vremenu od 1849. otkrićem zlata. Yahi, maleno pleme uživali su glas najratobornijih. S Ishijem se pokušalo kontaktirati posredstvom Sam Batwija, pripadnikom plemena Yana, na što se ustanovilo da im jezici baš nisu naročito srodni, premda oba plemena pripadaju porodici Yanan.  Šerif J. B. Webber zbog zaštite, odveo je "wild man"-a (kako su ga nazivali novinari) u zatvor u Oroville. Ishi je još proživio do 1916. godine, a umro je 25 ožujka od tuberkuloze. Tijekom svojih posljednjih godina života Ishija i način života Yahi Indijanaca proučili su antropolozi Alfred L. Kroeber i Theodore T. Waterman.

## Vanjske poveznice
- ISHI-Last of the Yahi  Arhivirana inačica izvorne stranice od 6. rujna 2006. (Wayback Machine)
- Ishi, Last of the Yahi  Arhivirana inačica izvorne stranice od 16. rujna 2006. (Wayback Machine)
- Ishi: The Last Yahi  Arhivirana inačica izvorne stranice od 27. svibnja 2008. (Wayback Machine)